# پر درو
پر درو (تلفظ: Pare droo) دهکده کوچکی است از توابع بخش کوخرد شهرستان بستک در غرب استان هرمزگان در جنوب ایران واقع شده‌است.
این دهکده در پای کوه پر درو قرار دارد.

## محدوده پر درو
از طرف شمال کوه پر درو، از طرف جنوب جاده لاور شیخ و بار ترک، ازطر ف مغرب روستای بار، و از طرف مشرق به دره درو منتهی می‌شود.

## جمعیت
جمعیت این روستا ۳۰ نفر (دو خانوار)  است که از اهل سنت و از شاخه شافعی هستند یعنی از پیروان امام محمد ادریس شافعی می‌باشند و به زبان فارسی  و به گویش محلی  تکلم می‌کنند.دارای یک باب مسجد، یک باب آب‌انبار برکه است.
این روستا در جنوب شرقی بربار واقع شده‌است.

## گذران زندگی
ساکنان این روستا  به دامداری اشتغال دارند.
مردم پر درو از کوه‌های اطراف خود هیزم آورده و در مناطق اطراف می‌فروشند و از این راه گذران زندگی می‌کنند.

## گیاهان دارویی
در کوه‌های اطراف این روستا گیاهان داروئی متعددی وجود دارد..

## فهرست منابع و مآخذ
- محمدیان، کوخردی، محمد ، “ «به یاد کوخرد» “، ج۱. چاپ اول، دبی: سال انتشار ۲۰۰۳ میلادی.
- نگاره‌ها از: محمد محمدیان.
- سلامی، بستکی، احمد.  (بستک در گذرگاه تاریخ)  ج۲ چاپ اول، ۱۳۷۲ خورشیدی.
- عباسی، قلی، مصطفی،  «بستک وجهانگیریه»، چاپ اول، تهران : ناشر: شرکت انتشارات جهان معاصر، سال ۱۳۷۲ خورشیدی.
- بالود، محمد.  (فرهنگ عامه در منطقه بستک)  ناشر همسایه، چاپ زیتون، انتشار سال ۱۳۸۴ خورشیدی.
- الکوخردی، محمد، بن یوسف، (کُوخِرد حَاضِرَة اِسلامِیةَ عَلی ضِفافِ نَهر مِهران Kookherd, an Islamic District on the bank of Mehran River) الطبعة الثالثة، دبی: سنة ۱۹۹۷ للمیلاد.
- مهندس:، حاتم، محمد ، غریب“ «تَاریخْ عَرَب الّهْولَة Huwala Arab History » “، دولة الکویت، ج۱. چاپ سوم، القاهرة، مصر ، دارالأمین للطباعة والنشر والتوزیع، ۸ شارع أبوالمعالی، سال انتشار ۱۹۹۷ میلادی، Engineer: Mohammed gharhb Hatem , third edition : Egypt (Cairo),1997 & 2013
- بختیاری، سعید، ،  «اتواطلس ایران»  ، “ مؤسسه جغرافیایی وکارتگرافی گیتاشناسی، بهار ۱۳۸۴ خورشیدی.
- محمد، صدیق    «تارخ فارس»   صفحه‌های (۵۰   ـــ   ۵۱ )، چاپ سال ۱۹۹۳ میلادی.
- اطلس گیتاشناسی استان‌های ایران [Atlas Gitashenasi Ostanhai Iran] (Gitashenasi Province Atlas of Iran)
- محمدیان، کوخردی، محمد ،  (شهرستان بستک و بخش کوخرد)   ، ج۱. چاپ اول، دبی: سال انتشار ۲۰۰۵ میلادی.